# Lenyima
El lenyima és una llengua que es parla al sud-est de Nigèria, a la LGA d'Obubra, a l'estat de Cross River. L'etnònim de lenyima és anyima.
El lenyima és una llengua que forma part del grup lingüístic de les llengües mbembe-legbo, que formen part de la família lingüística de les llengües de l'alt Cross. Les altres llengües del mateix grup lingüístic són el legbo, el leyigha i l'mbembe, Cross River.

## Ús
El lenyima és una llengua que gaudeix d'un ús vigorós (6a); tot i que no està estandarditzada, té parlants de totes les edats i generacions. Segons l'ethnologue el 2006 hi havia 13.000 lenyima-parlants.

## Població i religió
El 60% dels 16.000 lenyimes són cristians; d'aquests, la meitat són protestants, el 25% són catòlics i el 25% formen part d'esglésies cristianes independents. El 40% restant creuen en religions tradicionals africanes.